# Thorolf Holmboe

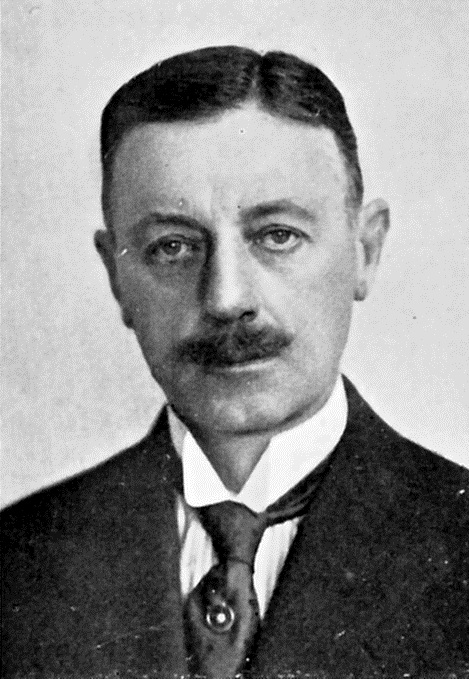
Thorolf Holmboe.

Thorolf Holmboe, född den 10 maj 1866 på Helgeland i Nordlandet, död den 8 mars 1935, var en norsk målare. 
Holmboe blev student och officer, innan han 1886 började studera konst, först under Gudes ledning i Berlin, sedan hos Cormon i Paris. Han målade Nordlandets kustnatur och havet i storm och stiltje och skildrade i oljemålningar, akvareller och teckningar sjöfåglarnas liv i I skärgården och teckningen Där skrek en fågel (båda 1894, Nationalgalleriet i Kristiania), Örnboet, Stormnatt, Skarvboet med flera. 
Bland Holmboes stämningar från sydligare trakter märks Akerselven (Nationalgalleriet), Från det gamla Kristiania (konstmuseet i Köpenhamn), Åskluft (Göteborgs museum), Sommarnatt vid Särö, Månsken (utställda i Stockholm 1904). Han utförde teckningar till Peter Dass Nordlands trompet (1892), Norske digte (1894) och Sjøfugl (även texten av konstnären, 1896).